# Challenger Tucumán 2024
Il Challenger Tucumán 2024 è stato un torneo maschile di tennis professionistico. È stata la 1ª edizione del torneo, facente parte della categoria Challenger 50 nell'ambito dell'ATP Challenger Tour 2024, con un montepremi di 41 000 $. Si è giocato dal 15 al 21 aprile 2024 sui campi in terra rossa di San Miguel de Tucumán, in Argentina.

## Partecipanti

### Teste di serie
| Nazionalità | Giocatore               | Ranking* | Testa di serie |
| ----------- | ----------------------- | -------- | -------------- |
| Argentina   | Genaro Alberto Olivieri | 174      | 1              |
| Argentina   | Renzo Olivo             | 278      | 2              |
| Argentina   | Andrea Collarini        | 279      | 3              |
| Turchia     | Ergi Kırkın             | 302      | 4              |
| Argentina   | Hernán Casanova         | 390      | 5              |
| Argentina   | Gonzalo Villanueva      | 433      | 6              |
| Argentina   | Valerio Aboian          | 434      | 7              |
| Argentina   | Luciano Emanuel Ambrogi | 443      | 8              |

* Ranking all'8 aprile 2024.

### Altri partecipanti
I seguenti giocatori hanno ricevuto una wild card per il tabellone principale:
- Lautaro Midón
- Bautista Vilicich
- Máximo Zeitune

I seguenti giocatori sono entrati in tabellone come alternate:
- Jacob Brumm
- Igor Gimenez
- Juan Bautista Otegui

I seguenti giocatori sono passati dalle qualificazioni:
- Bruno Fernandez
- Felix Corwin
- Nikos Lehmann
- Alejo Lorenzo Lingua Lavallén
- Ignacio Carou
- Leonid Sheyngezikht

## Punti e montepremi
| Torneo    | Torneo              | V     | F     | SF    | QF    | 2T  | 1T  | Q | Q2  | Q1  |
| Singolare | Punti               | 50    | 25    | 14    | 8     | 4   | 0   | 3 | 1   | 0   |
| Singolare | Premi in denaro ($) | 5 500 | 3 260 | 1 900 | 1 120 | 660 | 395 | – | 215 | 125 |
| Doppio    | Punti               | 50    | 25    | 14    | 8     | –   | 0   | – | –   | –   |
| Doppio    | Premi in denaro ($) | 2 130 | 1 250 | 745   | 435   | –   | 245 | – | –   | –   |

## Campioni

### Singolare
Andrea Collarini ha sconfitto in finale  Hernán Casanova con il punteggio di 6–4, 7–6(3).

### Doppio
Luís Britto /  Gonzalo Villanueva hanno sconfitto in finale  Patrick Harper /  David Stevenson con il punteggio di 6–3, 6–2.